# Eleanor Roosevelt
Eleanor Roosevelt (født 11. oktober 1884, død 7. november 1962) var præsident Franklin D. Roosevelts hustru og dermed USA's førstedame; hun arbejdede som social reformator, diplomat og forfatter.
Eleanor Roosevelts tip-tip-tip-oldefar var bror til Franklin D. Roosevelts tip-tip-oldefar.